# Пахомов, Пётр Иванович
Пётр Иванович Пахомов (род. 11 марта 1945) — советский хоккеист, нападающий.

## Биография
В сезоне 1963/64 играл за молодёжную команду горьковского «Торпедо» и горьковский «Полёт» в первенстве РСФСР. В следующем сезоне провёл два матча за «Торпедо» в чемпионате СССР. Проходя армейскую службу, два сезона отыграл в калининском СКА. Вернувшись в Горький, провёл семь сезонов за «Торпедо». В сезоне 1974/75 был в составе команды «Алмаз» (Мирный, чемпионат РСФСР).